# Podańsko
Podańsko is een dorp in de Poolse woiwodschap West-Pommeren. De plaats maakt deel uit van de gemeente Goleniów en telt 160 inwoners.

## Verkeer en vervoer
- Station Podańsko